# Kaipa
Kaipa es un grupo sueco de rock progresivo.

## Historia
La banda, que en principio llevó el nombre Ura Kaipa, tiene sus inicios tras la disolución de otra banda, San Michael’s, que contaba con los fundadores Hans Lundin (a los teclados) y Tomas Eriksson (al bajo). 
Un amigo suyo, Thomas Sjöberg, una baterista, abandona la banda por sufrir de cáncer.  Entra en su lugar Ingemar Bergman y se elimina “Ura” del nombre. Poco tiempo después, Roine Stolt se une como guitarrista, asentando las bases del grupo, y se ponen a actuar en festivales al aire libre.  Tras el lanzamiento de su disco debut en 1975, en el cual destaca el tema "Skogspromenad (Paseo por el bosque)", la banda se convirtió en parte integral del movimiento progresivo sueco de los años 70, fundiendo el rock sinfónico con toques de folk escandinavo.
Desde 1976 hasta 1982, editaron 4 discos con algunos cambios de formación y estilo, centrando cada vez menos en rock progresivo e introduciendo cada vez más tonos de pop.  Tras el lanzamiento de su segundo disco en 1976, Inget Nytt Under Solen (Nada nuevo bajo el sol), grabaron algunos de los temas en inglés con el objetivo de llegar a un público internacional, lo que no dio sus frutos. Ya en el año 1982, cuando llegó el quinto disco, Nattdjurstid (Tiempo de animales nocturnos), la escena progresiva sueca había quedado atrás, lo que provocó la disolución de la banda ese mismo año 1982.
A continuación, Lundin publicó tres discos en solitario. A principios de los años 90, intentó reformar la banda con la formación original, pero se fue al garete.
A principio de los años 2000 se reforma la banda con Stolt gracias a una sugerencia de Per Nordin, otro músico, después de que éste escuchara unos cuantos nuevos temas compuestos y grabados por Lundin y Stolt. Volviendo a sus raíces progresivas, el grupo editó su sexto disco en 2002, que, como sus discos posteriores, fue grabado en inglés. La nueva formación contaba con el baterista Morgan Ågren, conocido por ser parte del dúo Mats/Morgan, que actuó con Frank Zappa durante la última gira de éste. Stolt abandona el grupo por segunda vez en 2005 y Ågren en 2021.
Se vuelven a unir en 2014 tres integrantes de la formación original; Stolt, Bergman, y Eriksson, para formar la banda, Kaipa DaCapo, con el fin de interpretar temas de los primeros tres discos de Kaipa. Se integran en la banda el hermano de Stolt, MIkael Stolt a la voz y guitarra, y Max Lorentz a los teclados. En 2016 editan un disco compuesto por temas originales y uno en vivo en 2017.
En octubre de 2016 fallece el cantante Mats Löfgren.

## Miembros
Formación actual
- Hans Lundin – teclados, voz (1973–1982, 2000–presente), voz principal (1973–1977, 1980–1982)
- Patrik Lundström - voz (2000–presente)
- Aleena Gibson – voz (2000–presente)
- Jonas Reingold – bajo (2000–presente)
- Per Nilsson – guitarra (2006–presente)
- Darby Todd – batería (2021–presente)

Antiguos miembros
- Tomas Eriksson – bajo (1973–1977)
- Roine Stolt – guitarra, voz (1974–1979, 2000–2005)
- Ingemar Bergman – batería (1974–1981)
- Mats Lindberg – bajo (1977–1980)
- Mats Löfgren – voz (1977–1980) (Fallecido en 2016)[11]
- Max Åhman – guitarra (1979–1982)
- Mats "Microben" Lindberg – bajo (1981–1982)
- Morgan Ågren – batería (2000–2021)

### Álbumes de estudio
- 1975 - Kaipa
- 1976 - Inget Nytt Under Solen
- 1978 - Solo
- 1980 - Händer
- 1982 - Nattdjurstid
- 2002 - Notes From The Past
- 2003 - Keyholder
- 2005 - Mindrevolutions
- 2007 - Angling Feelings
- 2010 - In the Wake of Evolution
- 2012 - Vittjar
- 2014 - Sattyg
- 2017 - Children of the Sounds
- 2022 - Urskog
- 2024 - Sommargryningsljus

### Recopilatorios
- The Decca Years 1975-1978 (2005)